# RS Ophiuchi
Désignations
RS Ophiuchi (en abrégé RS Oph) est une nova récurrente située dans la constellation d'Ophiuchus.
Elle a explosé en 1898, 1933, 1958, 1967, 1985, 2006 et 2021, atteignant une magnitude apparente visuelle de 5.
L'explosion du 12 février 2006 a notamment été observée avec le VLTI par Olivier Chesneau, qui a découvert une boule de feu allongée dès les premiers jours de l'explosion.
Le 8 août 2021, sa magnitude apparente a bondi de 11,2 à 4,8 avec une pointe à 4,5 le 9 (précisément 9,7 UT).